# Ernie Butler (Fußballspieler, 1919)
Ernest Albert Edward „Ernie“ Butler (* 13. Mai 1919 in Box; † 24. Januar 2002 in Portsmouth) war ein englischer Fußballspieler. Der Torhüter bestritt zwischen 1946 und 1952 222 Ligapartien für den FC Portsmouth und gewann mit dem Klub 1949 und 1950 die englische Meisterschaft.

## Karriere
Butler war Mitte der 1930er Jahre als Jugendlicher Arbeiter bei Bath & Portland Stone und spielte in seiner Freizeit als linker Verteidiger in der Bath & District League. Als bei seiner Mannschaft der Torwart ausfiel, übernahm er den Platz im Tor und machte bald größere Klubs auf sich aufmerksam. Im Sommer 1937 wechselte er von Box Hill Sports zu Bath City in die Southern League, bei denen er als Profi registriert wurde. Auch bei Bath City etablierte er sich umgehend in der ersten Mannschaft und zog das Interesse mehrerer Klubs der Football League auf sich. Seine Wahl fiel letztlich im Mai 1938 auf den an der Südküste gelegenen Erstligisten FC Portsmouth, weil dieser am nächsten zum Meer gelegen war, die Ablösesumme belief sich auf 100 £.
Zunächst in den Reserveteams eingesetzt, unterbrach der Zweite Weltkrieg und die damit verbundenen Einstellung des regulären Spielbetriebs im September 1939 seine Karriere. Butler diente drei Jahre bei der Royal Navy in Fernost, im späteren Kriegsverlauf war er als Physical Training Instructor in Liverpool stationiert und bestritt von August 1944 bis November 1945 46 Partien in den kriegsbedingten Ersatzwettbewerben für die Tranmere Rovers. Zurück bei Portsmouth kam er im Mai 1946 zum Abschluss der Saison 1945/46 bei Swansea Town erstmals in der ersten Mannschaft zum Einsatz. In der ersten regulären Nachkriegssaison 1946/47 stand zunächst Harry Walker im Tor, Trainer Jack Tinn bot Butler erstmals im Oktober 1946 bei einem 4:1-Erfolg über den AFC Sunderland auf, im November 1946 hatte er endgültig den Vorzug vor Walker erhalten. Auch unter Tinns Nachfolger Bob Jackson war Butler die nächsten Jahre gesetzt. Mit seiner nüchternen Spielweise war er bei den Fans nicht immer unumstritten, Butlers Stärken lagen in seinem Stellungsspiel und beim Abfangen hoher Bälle, seine Abschläge pflegte er hoch in die Luft zu schlagen.
Anlässlich des 50-jährigen Vereinsjubiläums zur Saison 1948/49 hatte der Klubpräsident das Ziel Meistertitel ausgegeben, und die Mannschaft um Jimmy Scoular, Peter Harris, Len Phillips, Jack Froggatt und Duggie Reid erfüllte diese Vorgabe. Drei Spieltage vor Ende war man nicht mehr von der Tabellenspitze zu verdrängen, Butler hatte sämtliche 42 Ligaspiele bestritten, als das Team zu Hause ungeschlagen blieb. Ein mögliches Double verpasste man durch eine 1:3-Niederlage im Halbfinale des FA Cups gegen den Zweitligisten Leicester City. Die folgende Saison 1949/50 begann durchwachsen, noch Anfang März stand man nach einer 1:2-Niederlage gegen Derby County lediglich auf dem siebten Tabellenplatz. Mit acht Siegen aus den letzten elf Partien schob man sich kontinuierlich näher an die Tabellenspitze und stand in der Endabrechnung erneut auf dem ersten Tabellenplatz. Damit gelang zum ersten Mal seit 1930 (Sheffield Wednesday) einer Mannschaft die Titelverteidigung, und der Meistertitel wurde erstmals seit 1924 (Huddersfield Town) aufgrund des Torquotienten entschieden. Hierbei entscheidend war auch Butlers Leistung, der als einziger Spieler in beiden Meisterschafts-Spielzeiten keine Ligapartie verpasste, und nur 38 Gegentore in 42 Partien kassiert hatte. Als sein persönliches Highlight betrachtete er retrospektiv den 2:0-Auswärtssieg bei Tabellenführer Manchester United am viertletzten Spieltag, als das Team erstmals im Saisonverlauf an die Tabellenspitze rückte.
Eine in einem Trainingsspiel erlittene Fingerverletzung sorgte für Butlers Ausfall zum Auftakt der Saison 1950/51, damit ging auch eine Serie von 113 Einsätzen in Folge zu Ende. Butler eroberte seinen Platz im Tor im Anschluss zwar erneut zurück, seinen Status als unumstrittener Stammspieler hatte er aber verloren. Im Sommer 1951 unternahm der FC Portsmouth eine Tournee nach Brasilien, sportlich blieb man dabei weitestgehend erfolglos, so gelang in sechs Partien, unter anderem gegen Fluminense Rio de Janeiro, FC São Paulo und Palmeiras São Paulo, kein einziger Sieg. Die Verpflichtung des nordirischen Nationaltorhüters Norman Uprichard im November 1952 wurde presseseitig bereits als Wachablösung bewertet. Nur wenige Tage später sorgte ein Handgelenksbruch, den er sich bei einer Parade in einem Reservespiel zuzog, für sein Laufbahnende. Die Verletzung verheilte nicht zufriedenstellend und obwohl den Vereinsverantwortlichen bewusst war, dass Butler nicht mehr wird spielen können, erhielt er auch für die Saison 1953/54 eine Vertragsverlängerung zu Maximalbezügen angeboten. Butler lehnte diese aber ab und entschied sich nach 241 Pflichtspielen (davon 222 in der Liga) zur Beendigung seiner Laufbahn.
Seinen Lebensunterhalt verdiente er im Anschluss für zehn Jahre mit dem Betreiben eines Obst- und Gemüseladens, 1966 übernahm er den George and Dragon Pub in Portsmouth. Butler verstarb im Januar 2002 82-jährig in Portsmouth, die BBC nannte ihn in ihrem Nachruf den „Inbegriff der Konstanz, selbst unter Torhütern.“ Vor dem folgenden Heimspiel Portsmouths gegen den FC Barnsley wurde eine Schweigeminute eingelegt. 2014 wurde er von Portsmouth in die vereinseigene Hall of Fame aufgenommen.